# Las moscas
Las moscas (Les Mouches) es una obra de teatro escrita por Jean-Paul Sartre en 1943 que recrea el mito de Electra y su hermano Orestes buscando vengar a Agamenón, su padre muerto en manos de Clitemnestra y Egisto. 
Los ocupantes nazis fueron bastante tolerantes con la presentación de esta obra de Sartre, a pesar de la voluntad del filósofo de hacer con ella una práctica de su Resistencia intelectual, así fuera una obra rebelde, con una crítica amarga a la guerra. La obra se constituyó en un paradigma del Teatro de la Resistencia, un ejercicio de clandestinidad a plena luz del día, con una peligrosa sutileza en su mensaje, que reivindicaba la libertad a pesar de que el conflicto bélico continuara como un drama omnipresente pero dicha postura intelectual era todo un canto de esperanza hacia el futuro y un aporte a intento de crear una nueva ideología para la Postguerra. Lo que Sartre procuraba era escribir para la gente sobre lo que comprendía de aquella época ya que no quería alejarse de su destino de escritor, así el nazismo llevara todas las de ganar.
Sartre ubica el drama en Argos, como si Argos fuera la Francia de la Ocupación con una
Electra que se constituye en un paradigma de integridad moral, quien se niega a negociar sus principios, a la manera de aquellos que eligen asumir una existencia auténtica, a aquellos seres que como el filósofo francés se proyectan en la búsqueda de un humanismo ateo, que ellos mismos representan; ella no pacta con la corrupción; ella insiste en su deseo de justicia, libertad y felicidad, aunque ello la enfrente con el absurdo. 
Del decorado, vestuario y máscaras de la primera puesta en escena en 1943, se hizo cargo el artista francés Henri-Georges Adam. La escena estaba enmarcada por dos estatuas de cuatro metros de altura.
Desde un enfoque existencialista, el autor aborda temas como el arrepentimiento, la angustia y la libertad.